# IC 239
IC 239 ist eine Balken-Spiralgalaxie vom Hubble-Typ SBa mit aktivem Galaxienkern im Sternbild Andromeda am Nordsternhimmel. Sie ist schätzungsweise 46 Millionen Lichtjahre von der Milchstraße entfernt und hat einen Durchmesser von etwa 65.000 Lichtjahren. Vom Sonnensystem aus entfernt sich die Galaxie mit einer errechneten Radialgeschwindigkeit von näherungsweise 900 Kilometern pro Sekunde. Sie gilt als Mitglied der NGC-1023-Gruppe und der Galaxiengruppe um LGG 70.
Im selben Himmelsareal befinden sich unter anderem die Galaxien NGC 1023, PGC 2125308, PGC 2119761, PGC 2802360.
Das Objekt wurde im Jahr 1893 vom walisischen Astronomen Isaac Roberts entdeckt.